# Pitcairn Anthem – Come ye Blessed
"Come Ye Blessed" é uma das duas canções territoriais do território ultramarino britânico das Ilhas Pitcairn, sendo a outra "We from Pitcairn Island". "Come Ye Blessed" também é a canção territorial oficial do território australiano da Ilha Norfolk e é cantada na maioria dos eventos da ilha. Também é conhecida como o "Hino de Pitcairn" na Ilha Norfolk, sugerindo que já pode ter sido usada e trazida pelos ilhéus de Pitcairn na sua chegada em 1856.
A letra é retirada do Evangelho de Mateus, capítulo 25, versículos 34–36 e 40. A música foi composta por John Prindle Scott (1877-1932) e publicada em 1917. "God Save the Queen" continua a ser o hino nacional e real oficial das Ilhas Pitcairn e o hino real oficial da Ilha Norfolk.

## Letra
Then shall the King

Say unto them

On his right hand:

Come ye blessed of my Father

Inherit the kingdom prepared for you

From the foundation of the world

I was hunger’d and ye gave me meat,

I was thirsty and ye gave me drink

I was a stranger and ye took me in,

Naked and ye clothed me,

I was sick and ye visited me,

I was in prison and ye came unto me

In as much ye have done it unto one of the least of

These my brethren

Ye have done it unto me,

Ye have done it unto me.